# Пастух

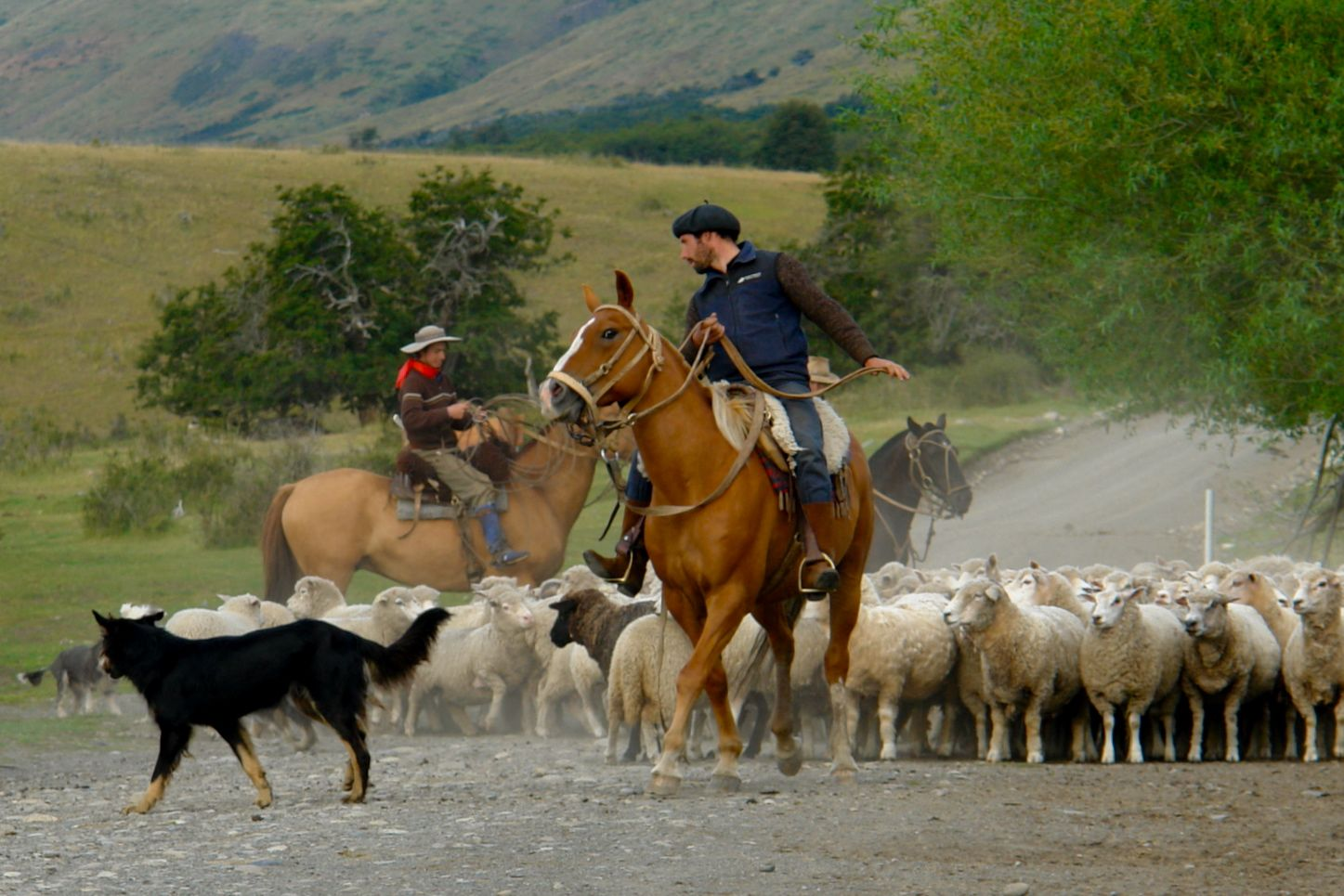
Вівчарські вівці в Патагонії, Аргентина.

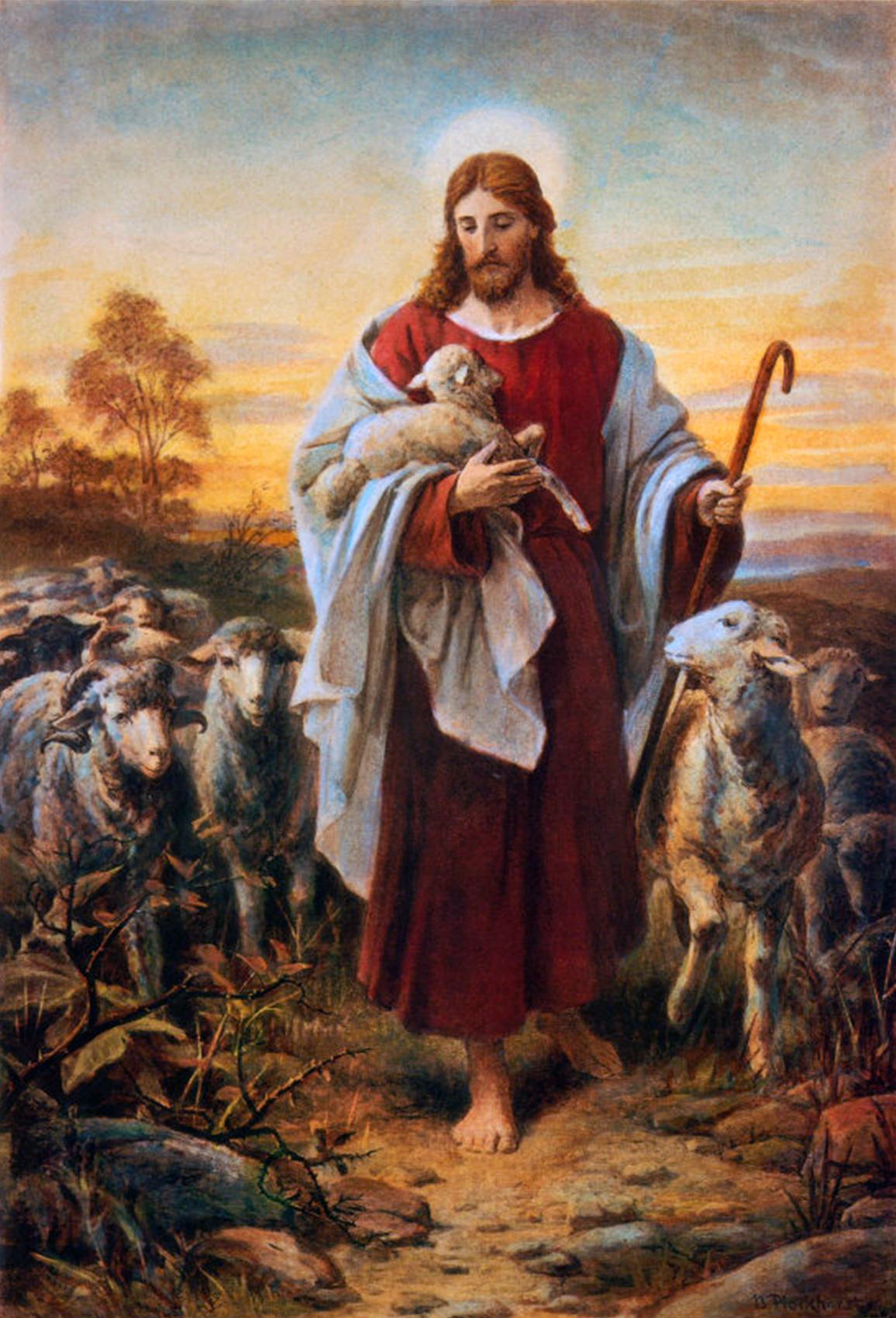
«Добрий пастир». Ісуса Христа часто зображають як пастиря, що піклується про свою паству.

Пасту́х, жін. пасту́шка, заст. па́стир — особа, яка випасає стадо, череду чи отару домашніх тварин. Іноді уточнюється, про який саме тип пастуха йде мова: кожен з них має свою назву.

## Типи пастухів
Залежно від виду тварин розрізняють такі типи пастухів:
- Пастух, що пасе коней, верблюдів тощо:
  - Гуртівник[4]
  - Стадар[5]
  - Ста́дни́к[6]
  - Табу́нник[7]
- той, хто пасе стадо корів, волів або іншої великої рогатої худоби:
  - Бовга́р[8][ком. 1]
  - Волопас[10]
  - Волови́к[11]
  - Воля́р[12]
  - Чередник[13]
- той, хто пасе стадо овець:
  - Ва́таг (старший чабан)[14]
  - Ватажник[15]
  - Вівчар[16]
  - Гайда́й[17][ком. 2]
  - Гайда́р[18]
  - Личма́н[19]
  - Отарник[20]
  - Салма́ш (помічник вівчара)[21]
  - Чаба́н[22]
- той, хто пасе стадо кіз:
  - Козі́й[23]
  - Коза́р[24]
  - Отарник[20]
- той, хто пасе стадо свиней:
  - Свина́р[25]
  - Свинопас[26]
- той, хто пасе стадо гусей:
  - Гусі́й[27]
  - Гуся́тник[28]
  - Гусівни́к[29]

Пастух у полонині, в обов'язки якого входить підтримувати вогонь, заготовляти дрова, носити воду — спуза́р.